# Panara
Panara là một thị trấn thống kê (census town) của quận Chhindwara thuộc bang Madhya Pradesh, Ấn Độ.

## Địa lý
Panara có vị trí 22°04′B 78°33′Đ / 22,07°B 78,55°Đ Nó có độ cao trung bình là 733 mét (2404 feet).

## Nhân khẩu
Theo điều tra dân số năm 2001 của Ấn Độ, Panara có dân số 4144 người. Phái nam chiếm 50% tổng số dân và phái nữ chiếm 50%. Panara có tỷ lệ 69% biết đọc biết viết, cao hơn tỷ lệ trung bình toàn quốc là 59,5%: tỷ lệ cho phái nam là 76%, và tỷ lệ cho phái nữ là 62%. Tại Panara, 11% dân số nhỏ hơn 6 tuổi.